# Val d'Arigna
La val d'Arigna è una valle delle Alpi Orobie Valtellinesi, in provincia di Sondrio. Si estende dal fondovalle principale valtellinese fino al passo Coca, che la mette in comunicazione con la bergamasca valle di Coca, tributaria della val Seriana. Il suo territorio è selvaggio e impervio, abitato solo nel primo tratto grazie alla presenza del borgo di Arigna, frazione del comune di Ponte in Valtellina, e di alcune contrade (Sazzo, Albareda, Tripolo, Gerna, Fontaniva, Berniga, Famlonga, Presetinè, Briotti). La sua parte superiore è contornata da diverse vette, tra cui il pizzo Coca (3.050 m, la cima orobica più alta), il Dente di Coca, le Cime d'Arigna, il pizzo Porola e il pizzo di Rodes, e ospita alcuni piccoli ghiacciai, come la vedretta del Lupo e quella del Marovin. A disposizione degli escursionisti sono presenti alcuni bivacchi (Corti, Resnati) e rifugi alpini non custoditi (Donati, Pesciöla).